# Trenes Argentinos Operaciones
Operadora Ferroviaria Sociedad del Estado, acronimo SOFSE, meglio conosciuta come Trenes Argentinos Operaciones, è un'azienda pubblica argentina che si occupa della gestione del trasporto ferroviario nonché della manutenzione del materiale rotabile.

## Storia
Dopo la privatizzazione della rete ferroviaria argentina portata avanti nella prima metà degli anni novanta dal presidente Carlos Menem, l'Argentina era rimasta priva di un'azienda statale che gestisse il trasporto passeggeri.
Nel febbraio 2008, durante la presidenza di Cristina Fernández de Kirchner, fu approvata la legge N. 26352 che riorganizzava il sistema ferroviario nazionale istituendo, la Administración de Infraestructuras Ferroviarias (ADIF) e la Operadora Ferroviaria SOFSE. Successivamente il Decreto 752 del 6 maggio 2008 reoglamento la neocostituita compagnia che già alla fine dell'anno poté entrare in funzione.
Nonostante fosse stata istituita nel 2008 la SOFSE entrò realmente in funzione solo due anni più tardi, quando subentrò nella gestione delle linee ferroviarie della provincia del Chaco. Dal 2011 gestì anche i treni regionali nelle province di Buenos Aires e Salta. Nel 2012 la SOFSE ricevette in gestione tutte le linee suburbane della Grande Buenos Aires non ancora date in concessione e delle province di Córdoba, Tucumán via Rosario e Entre Ríos.
Nell'ottobre 2013 ricevette in gestione dallo stato la linea Sarmiento. In quello stesso anno l'azienda statale iniziò a gestire il Treno della Costa. Il 2 marzo 2015, in seguito alla rescissione dei contratti con le imprese concessionarie, lo stato argentino assegno alla Trenes Argentinos Operaciones la gestione delle linee suburbane Belgrano Sur, Mitre, San Martín e Roca.

## Linee

### Area metropolitana di Buenos Aires
- Linea Sarmiento
  - Once - Moreno
    - Merlo - Lobos
    - Moreno - Mercedes
- Linea Mitre
  - Retiro - Tigre
  - Retiro - José León Suárez
  - Retiro - Bartolomé Mitre
    - Villa Ballester - Zárate
    - Victoria - Capilla del Señor
- Linea Roca
  - Constitución - La Plata
  - Constitución - Ezeiza - Cañuelas
  - Constitución - Glew - Alejandro Korn
  - Constitución - Bosques - Gutiérrez (via Temperley)
  - Constitución - Bosques (via Quilmes)
  - Temperley - Haedo
    - Cañuelas - Monte/Cañuelas - Lobos
    - Alejandro Korn - Chascomús
    - Treno Universitario
- Linea San Martín
  - Retiro - Pilar/Dr. Cabred
- Linea Belgrano Sud
  - Dr. A. Sáenz - González Catán - 20 de Junio - Marcos Paz/Dr. A. Sáenz - Marinos del Crucero Gral. Belgrano
  - Puente Alsina - Aldo Bonzi
- Treno della Costa 
  - Av. Maipú - Delta

### Servizi interurbani

#### Provincia del Chaco
- Sáenz Peña - Chorotis
- Cacuí - Los Amores

#### Provincia di Córdoba
- Villa María - Córdoba
- Alta Córdoba - Cosquín - Valle Hermoso

#### Provincia di Salta
- Güemes - Salta - Campo Quijano

#### Province di Neuquén e Río Negro
- Cipolletti - Neuquén - Plottier

### Linee a lunga distanza
- Retiro - Córdoba
- Retiro - Tucumán
- Retiro - Rosario Nord
- Retiro - Junín
- Constitución - Bahía Blanca Sud
- Constitución - Mar del Plata
- General Guido - Divisadero de Pinamar
- Once - Bragado

### Linee internazionali
- Posadas - Encarnación